# کن بیتس
 کن بیتس  (به انگلیسی: Ken Bates) (زاده ۲ دسامبر ۱۹۳۱) تاجر اهل انگلیس و مدیر فوتبالی است. وی مالک سابق باشگاه فوتبال چلسی و باشگاه فوتبال لیدز یونایتد است.